# Mladší římská kurzíva

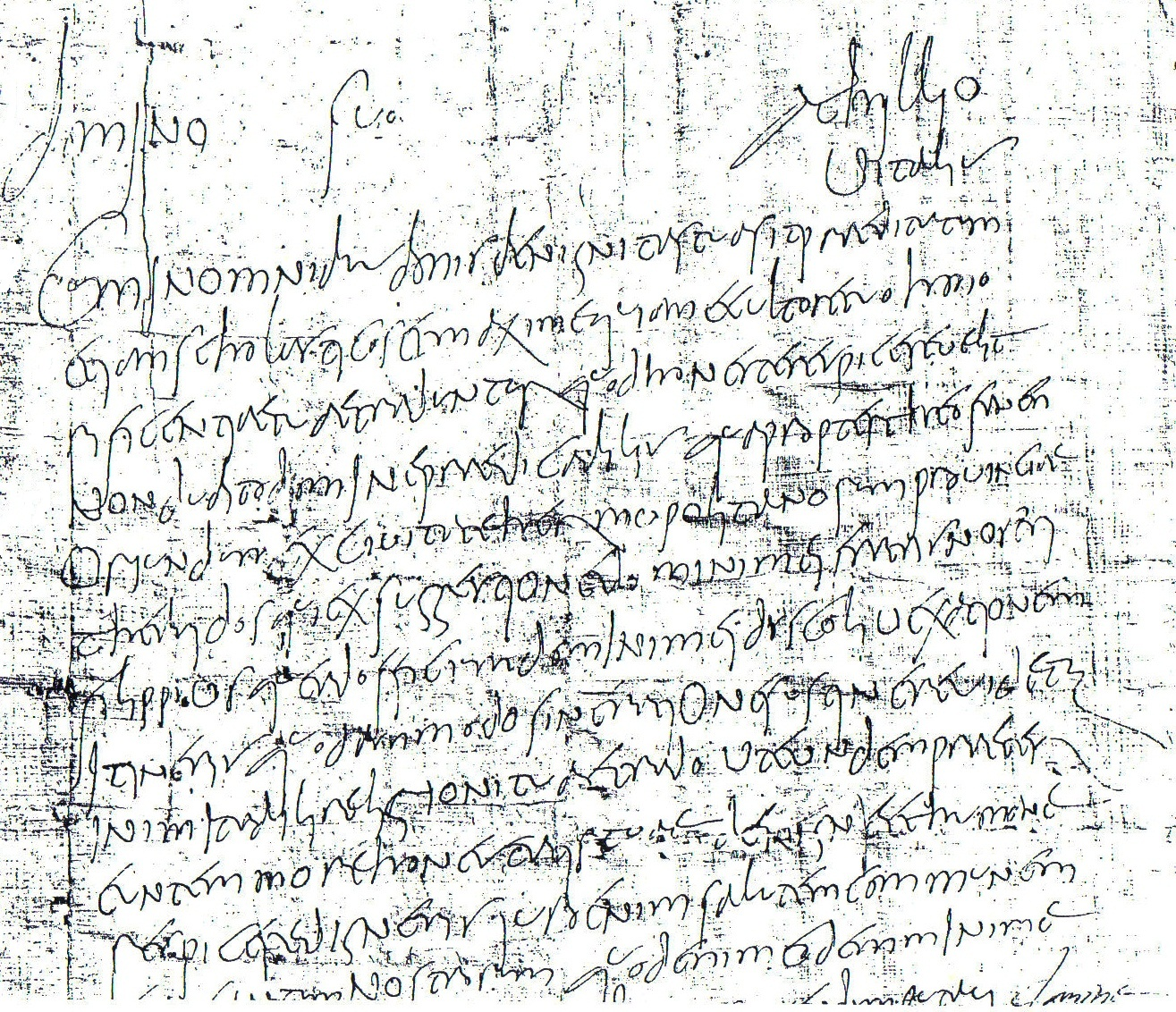
Ukázka mladší římské kurzívy ze štrasburského listu, před rokem 362

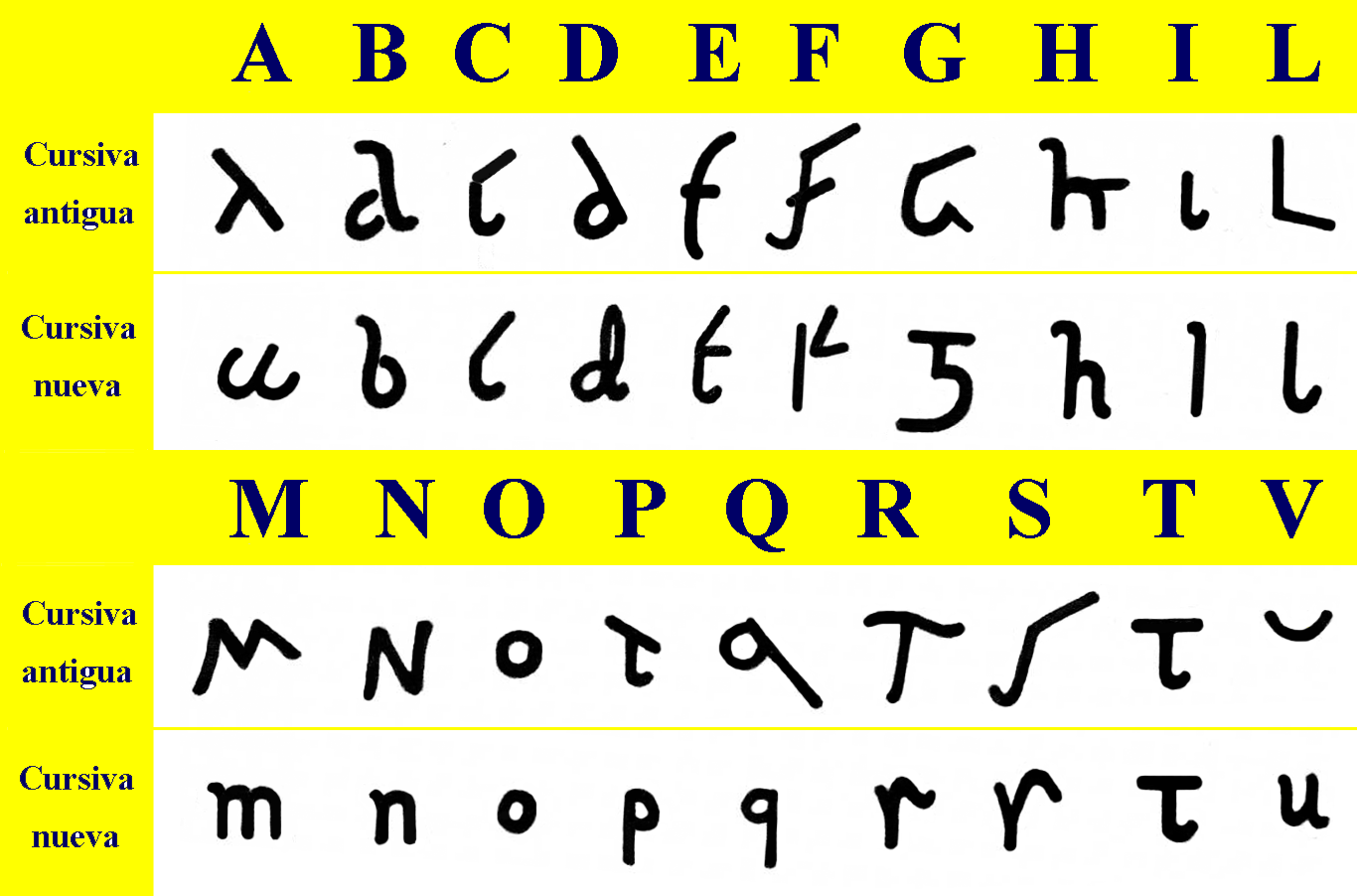
Starší a mladší římská kurzíva

Mladší římská kurzíva (někdy označovaná jako minuskulní) je písmo užívané od 3. do 6. století na území bývalé Římské říše. Jedná se o velmi důležitou vývojovou fázi písma, která se zasloužila o vznik nejen polounciály a národních písem, ale také malé abecedy současnosti.
Mladší římská kurzíva se vyvinula ve 3. století ze starší římské kurzívy pod vlivem soudobého knižního písma. Podle některých badatelů se podílela na vzniku minuskulní kurzívy i řecká abeceda. Tento fakt však v dnešní době není všeobecně přijímán. Za základ vývoje písma v antickém období považují Jean Mallon či Giorgio Cencetti právě kurzívu. Naopak zavrhují úvahy o kvadratické kapitále, která dle nich směřuje k jisté strnulosti a dekadenci, tím se tak dostává mimo hlavní proud vývoje písma a je chápána spíše jako písmo vyznačovací. V dnešní době je jejich názor v upravené formě přijímán. Mallon založil svůj výzkum na několika papyrusových ukázkách z 2. a 3. století. Cencetti zahrnul do svého souboru především listiny úřední a profesionálních písařů, jejichž písmo ale také v jistém smyslu směřuje ke strnulosti. Proto vydal Emmanuele Casamassima novou publikaci, ve které provádí rozbor nejen dokumentů úřední povahy, ale také neúředního charakteru. Dle něj se právě písmo neúřední, užitkové formy podstatně podílelo na vývoji mladší římské kurzívy. Dalším autorem, který se vyjádřil ke vzniku minuskulové kurzívy je Jan-Olof Tjäder, který tvrzení, že se mladší římská kurzíva vyvinula ze starší římské kurzívy, nepovažuje za příliš přesvědčivé. Poukazuje především na to, že majuskulní forma nezanikla a existovala ještě v 7. století v kanceláři římských císařů. Přesto lze říci, že starší římská kurzíva měla značný vliv na vývoj minuskulní formy.
První, ještě spíše přechodný, nevyvinutý doklad nám poskytují císařské reskripty z přelomu 3. a 4. století. V některých lze sledovat postupné proměny písmen, jinde se zase vyskytují nové i staré formy jednotlivých liter vedle sebe. Objevují se náběžné tahy a smyčky na horních dotažnicových délkách. Například litera „c“ je již opatřena smyčkou a protažena nad střední linku. Moderní formu má pak „e“, zmenšené „m“ či až téměř miniaturní „o“. Četnost ligatur tu dodává písmu reskriptů kurzívnější ráz. Se stabilizovanou mladší římskou kurzívou se lze běžně setkat již ve 4. století v císařské kanceláři. Z této doby se dochovalo velmi málo památek. K nejznámějším se řadí kurzíva štrasburského listu, datovaného někdy před rok 362. I přes majuskulní podobu grafému „N“ se řadí toto písmo k plně vyvinuté formě minuskulní kurzívy. Stejně jako v přechodné formě císařských reskriptů nejvíce reprezentují zběžný duktus protažené horní dotažnicové délky se smyčkami a četné ligatury. Ty zapříčiňují, že jedno písmeno může mít různé varianty v závislosti na tom, s jakým grafémem je svázáno. Litera „a“ se zde nachází ve své otevřené jednobříškové kurzívní formě, přičemž fakultativně se lze setkat i s uzavřeným bříškem. Dále se v abecedě mladší kurzívy vyskytují „c“ a „d“ blízké dnešní podobě. Zvláštní tvar má „b“, jehož bříško oproti dnešním zvyklostem směřuje vlevo. Dalším dokladem tohoto písma je ostrakon z Kartága, hlásící se do roku 373. Zde se již lze setkat s minuskulní formou „n“. Poslední etapu vývoje mladší římské kurzívy dokládají tzv. ravennské listiny. Litera „a“ se jen velmi těžko odlišuje od „u“, neboť se zde vyskytuje ve své otevřené formě. U „a“ je však druhý dřík ohýbán a téměř vždy svázán s následujícím písmenem, na rozdíl od „u“, které má druhý dřík rovný a vždy stojící samostatně. Z ravenských listin je doložena ještě jedna obdoba kurzívního „a“, jehož bříško se nachází zavěšené na dříku v horní části čtyřlinkového psacího systému. Vedle běžného minuskulního „d“ se lze fakultativně setkat i s unciální formou. Podobné litery „f“ a „s“, psané v celé výšce čtyřlinkového systému, se od sebe liší pouze smyčkou u horní dotažnice litery „f“. Dnešní minuskulovou formu mají „h“, „m“, „n“ či „l“. Vývoji se vcelku úspěšně bránila litera „t“, která se v celém průběhu existence mladší římské kurzívy vyskytovala především ve své majuskulní podobě. Mladší římská kurzíva v podstatě zanikla až ve 13. století, neboť její podstata přežívala v národních písmech, které byly jistými teritoriálními variantami minuskulní kurzívy. I v dnešní malé abecedě lze sledovat vliv tohoto písma.